# Салабай Антон Олександрович
Антон Олександрович Салабай (нар. 11 червня 2002, Київ, Україна) — український футболіст, півзахисник
«Колоса»  .

## Життєпис
Вихованець клубів з Києва та Київської області, у складі яких виступав в ДЮФЛУ.
У серпні 2019 року переведений до першої команди новачка вищого дивізіону чемпіонату України, «Колоса». Наприкінці жовтня 2020 року продовжив угоду з ковалівськом клубом на 2,5 роки. Починаючи з сезону 2020/21 років виступав здебільшого за молодіжну команду «Колоса». Дебютував за першу команду ковалівців 9 травня 2021 року в програному (0:3) домашньому поєдинку 26-го туру Прем'єр-ліги проти київського «Динамо». Антон вийшов на поле на 90+1-ій хвилині, замінивши В'ячеслава Чурка.